# テレダイン・タービン・エンジンズ
テレダイン・タービン・エンジンズ（TTE）は、オハイオ州トレドにあるタービンエンジン・メーカーである。テレダイン・テクノロジーズの一部門で、TTEは旧テレダインCAEの後継会社である。

## 歴史
1940年、コンチネンタル・モータースは、500馬力以上の航空機用エンジンを開発・生産するため、コンチネンタル・アビエーション・アンド・エンジニアリング（CAE）を設立した。1940年代にはタービンエンジンの開発を開始するが、生産に入るものはなかった。
1950年代から1970年代にかけて、CAEはチュルボメカ マルボレのライセンス版をテレダイン CAE J69として製造した。
1969年、テレダインはコンチネンタル・モータースを買収し、テレダイン・コンチネンタル・モータース（TCM）となった。CAEはオハイオ州トレドに本社を置き、テレダインCAEと改称した。
1999年にテレダイン・ライアン・エアロノーティカルがノースロップ・グラマンに売却され、その後、同年11月にアレゲニー・テレダインがテレダイン・テクノロジーズを分社化した後、テレダインCAEはテレダイン・タービン・エンジンズと改名された。その後の10年間、TCMタービンエンジン部門として、テレダイン・コンチネンタル・モータースの傘下に置かれた。

## 製品

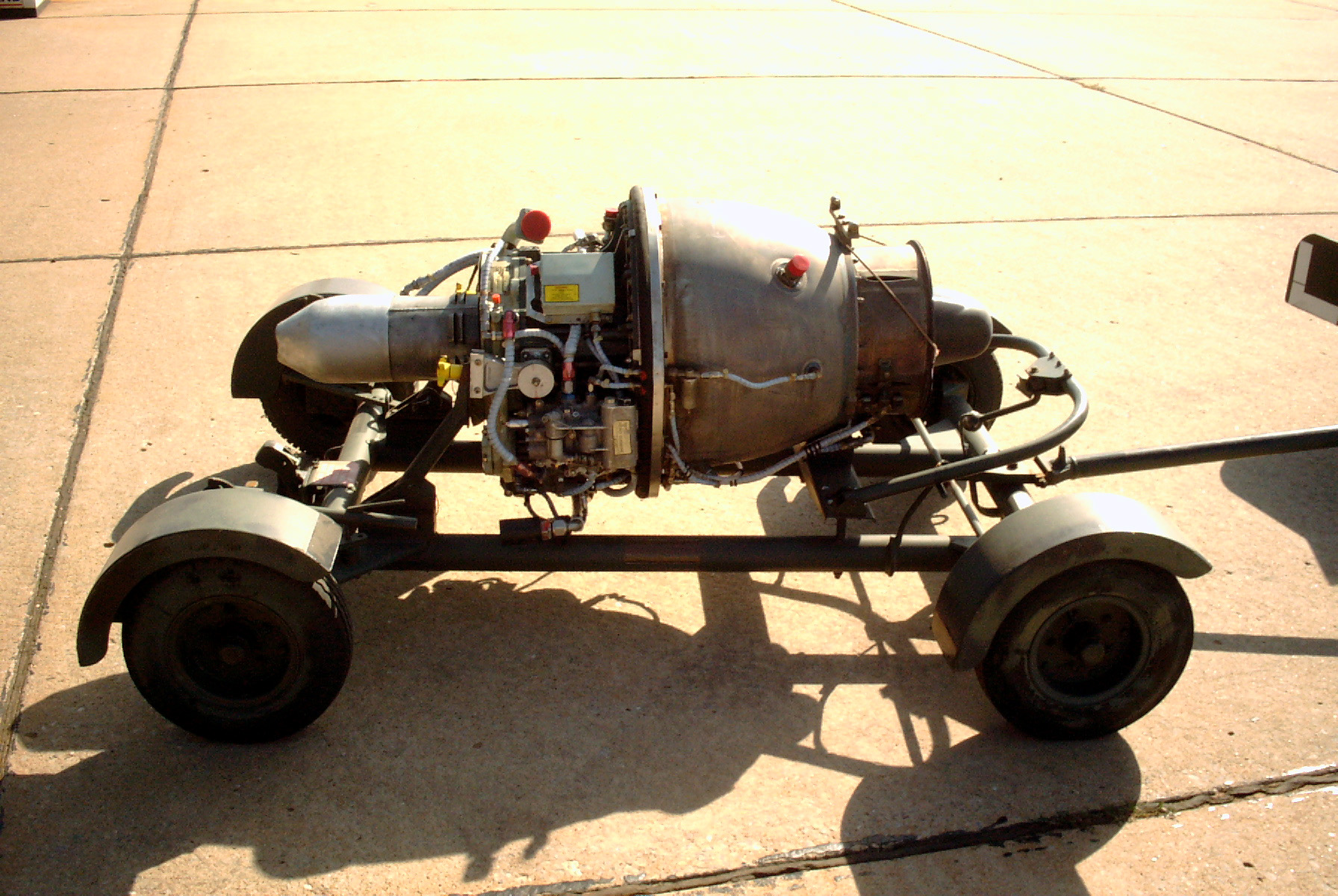
J69ターボジェット、チュルボメカ マルボレIIのライセンス版

### ターボジェット
- J69
- J100
- J402
- J700
- パラス

### ターボプロップ/ターボシャフト
- T51
- T67
- T72

### ラムジェット
- RJ35
- RJ45
- RJ49